# Élection présidentielle malgache de 2001
Une élection présidentielle se déroule le 16 décembre 2001 afin d'élire le président de la république de Madagascar. Dans un premier temps, les premiers résultats suggèrent qu'un second tour est nécessaire, car ni le président sortant Didier Ratsiraka ni Marc Ravalomanana, les deux principaux candidats, n'avaient obtenu la majorité. Cependant, Ravalomanana rejette les résultats et se déclare président en février 2002, ce qui entraîne l'éclatement de violences entre les partisans des deux candidats. 
Un recomptage se tient alors, après quoi Ravalomanana est élu président avec 51,46% des voix et, en avril, avec l'approbation de la Haute Cour constitutionnelle. Bien que Ratsiraka ait rejeté le verdict, les États-Unis reconnaissent la légitimité de l'élection et Ravalomanana comme président en juin. Le mois suivant, Ratsiraka s'exile en France.

## Résultats détaillés
| Candidat                                   | Parti                                         | Premiers résultats | %      | Recomptage | %      |  |
| ------------------------------------------ | --------------------------------------------- | ------------------ | ------ | ---------- | ------ |  |
| Marc Ravalomanana                          | TIM                                           | 1 945 242          | 46,44  | 2 306 600  | 51,46  |  |
| Didier Ratsiraka                           | Association pour la renaissance de Madagascar | 1 701 094          | 40,61  | 1 609 151  | 35,90  |  |
| Albert Zafy                                | Action, Vérité, Développement et Harmonie     | 223 831            | 5,34   | 229 047    | 5,11   |  |
| Herizo Razafimahaleo                       | LEADER-Fanilo                                 | 178 972            | 4,27   | 179 293    | 4,00   |  |
| Daniel Rajakoba                            | Indépendant                                   | 74 304             | 1,77   | 89 646     | 2,00   |  |
| Patrick Rajaonary                          | Indépendant                                   | 65 571             | 1,57   | 68 579     | 1,53   |  |
| Votes blancs/invalidés                     | Votes blancs/invalidés                        | 67494              | –      | 83392      | —      |  |
| Total                                      | Total                                         | 4 256 508          | 100,00 | 4 565 708  | 100,00 |  |
| Inscrits/Participation                     | Inscrits/Participation                        | 6 367 610          | 66,85  | 6 720 218  | 67,94  |  |
| Source: African ELections Database, Rochel |                                               |                    |        |            |        |  |